# Different Worlds
Different Worlds is een nummer van de Nederlandse hardrockband Vandenberg uit 1983. Het is de tweede single van hun tweede studioalbum Heading for a Storm.
Het nummer gaat over een man die door zijn vrouw is verlaten, nadat zij van anderen negatieve verhalen over hem heeft gehoord. De man roept haar op deze verhalen niet te geloven en bij hem terug te keren. Na Burning Heart werd ook "Different Worlds" een hit voor Vandenberg in Nederland, waar het met een 18e positie in de Nederlandse Top 40 zelfs het succes van de voorganger overtrof. Buiten Nederland werden geen hitlijsten gehaald.

## Tracklijst
7-inch single
1. "Different Worlds" - 4:31
2. "Too Late" (live) - 5:40